# Église Saint-Félix d'Azy-sur-Marne
L'église Saint-Félix est une église catholique située à Azy-sur-Marne, en France.

## Localisation
L'église est située dans le département français de l'Aisne, sur la commune d'Azy-sur-Marne.

## Historique
L'édifice est classé au titre des monuments historiques en 1911.